# Сантяго де Керетаро
Сантяго де Керѐтаро (на испански: Santiago de Querétaro) е столицата на централния щат Керетаро в Мексико.
Има население от 626 495 жители (по данни от 2010 г.) и е основан през 1531 г. Историческият му център е обект от Световното културно и природно наследство на ЮНЕСКО.
В града има консулства на Франция, Италия, Германия и Испания.